# Pseudopanurgus leviventris
Pseudopanurgus leviventris är en biart som först beskrevs av Timberlake 1975.  Pseudopanurgus leviventris ingår i släktet Pseudopanurgus och familjen grävbin. Inga underarter finns listade i Catalogue of Life.